# الأزمة الإنسانية الكمبودية

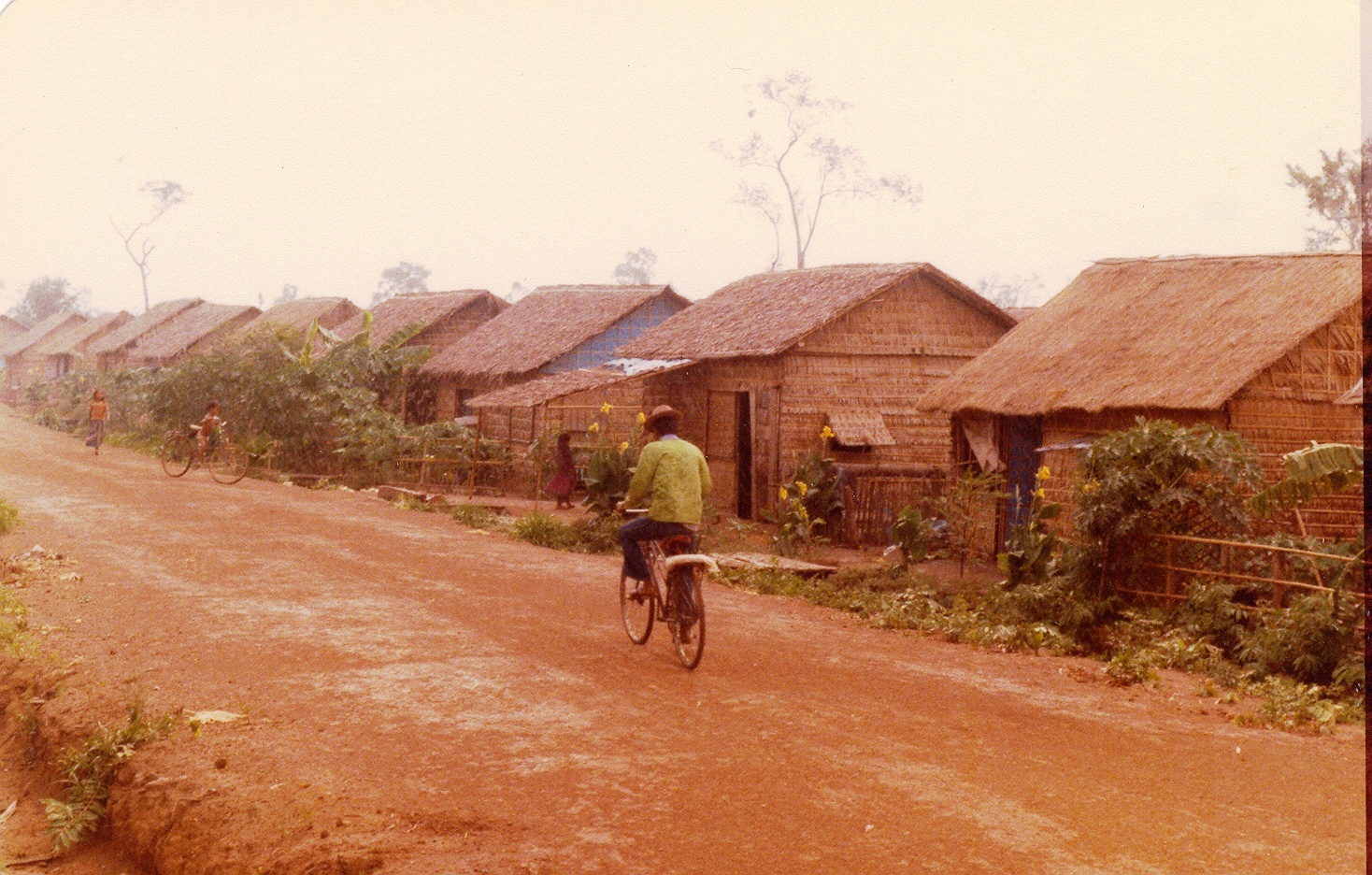
منازل اللاجئين في مخيم نونغ ساميت على الحدود التايلاندية الكمبودية (مايو 1984)

امتدت الأزمة الإنسانية الكمبودية خلال من عام 1969 وحتى عام 1993، وانطوت على سلسلة من الأحداث المترابطة التي أسفرت عن مقتل أو نزوح أو إعادة توطين الملايين من الكمبوديين في الخارج.
مرّت هذه الأزمة التي عصفت بالبلاد بعدة مراحل. بدأت المرحلة الأولى بنشوب الحرب الأهلية الكمبودية بين حكومة لون نول والخمير الحمر الشيوعيين من عام 1970 حتى عام 1975. وتميزت هذه المرحلة أيضًا بالقصف المكثف الذي شنته الولايات المتحدة من عام 1969 حتى عام 1973 على قوات الخمير الحمر والملاجئ وقواعد الجيش الفيتنامي الشمالي داخل كمبوديا كجزء من استراتيجيتها للفوز في حرب فيتنام. كانت المرحلة الثانية عبارة عن حكم الخمير الحمر من عام 1975 إلى عام 1979. قتل الخمير الحمر وجوعوا حوالي ربع سكان كمبوديا البالغ عددهم ثمانية ملايين شخص.
غزت فيتنام كمبوديا وأطاحت بنظام الخمير الحمر في عام 1979. حكمت فيتنام والحكومة الكمبودية التي أنشأتها البلاد لمدة 12 عامًا، وخاض الخمير الحمر وغيرها من الجماعات حروب العصابات ضد المحتلين الفيتناميين والحكومة الكمبودية. تسببت الفوضى في هروب مئات الآلاف من الكمبوديين إلى الحدود مع تايلاند المجاورة، وذلك هربًا من العنف في عامي 1979 و1980 وتجنبًا للمجاعة التي هددت كمبوديا.
استمرت حرب العصابات ضد الحكومة الفيتنامية والكمبودية من عام 1981 إلى عام 1991، واستمر مئات الآلاف من الكمبوديين في الانتقال إلى مخيمات اللاجئين في تايلاند أو على الحدود مع تايلاند. أُعيد توطين حوالي 260 ألف لاجئ في الخارج، وكان أكثر من نصفهم في الولايات المتحدة. كانت المرحلة الأخيرة من الأزمة الإنسانية الكمبودية هي حلها في الفترة بين عام 1991 وعام 1993. انسحبت فيتنام من البلاد وقادت الأمم المتحدة كمبوديا نحو حكومة منتخبة، وأعادت 360 ألف كمبودي إلى وطنهم وأفرغت مخيمات اللاجئين وأغلقتها.

## الحرب الأهلية والقصف الأمريكي
بدأت الولايات المتحدة في القصف المكثف على المقدسات والقواعد الفيتنامية الشمالية في عام 1969، وكان معظمها في شرق كمبوديا. توسع القصف لاحقًا لاستهداف الخمير الحمر. ازدهر الخمير الحمر في الفترة نفسها كقوة حرب عصابات محلية لتحدي الحكومة. يتعارض المؤرخون حول تأثير القصف ونمو الخمير الحمر وعلاقتهما. أطاح لون نول بحكومة الأمير نورودوم سيهانوك في 18 آذار/مارس في عام 1970.
بدأ لون نول حملة غير ناجحة للإطاحة بالجنود وقطع خطوط الإمداد للفيتناميين الشماليين في كمبوديا. سيطرت قوات جيش شمال فيتنام واستولت على أراضي كمبوديا الإضافية. سُلِمت هذه الأراضي إلى الخمير الحمر، وبدأت القوات الأمريكية والفيتنامية الجنوبية الحملة الكمبودية لطرد القوات الفيتنامية الشمالية من المحميات في الوقت نفسه تقريبًا.
كانت العواقب الإنسانية للقصف الأمريكي عالية، وربما تكون الولايات المتحدة قد أسقطت الكثير من القنابل على كمبوديا كالتي أسقطتها في الحرب العالمية الثانية. قُدِّر عدد القتلى من العسكريين والمدنيين الكمبوديين الناتجة عن قصف بين عامي 1969 و1973 بين 40 ألف إلى أكثر من 150 ألف.
اشتد تأثير الخمير الحمر على سكان الريف، واعتمدت أساليبهم على الإرهاب والعنف والقوة. أجبرت الحرب الأهلية العديد من الكمبوديين في الريف على الفرار إلى المدن بحثًا عن الأمان. زاد عدد سكان بنوم بنه العاصمة من 600 ألف إلى أكثر من 2 مليون. قُطعت إمدادات المدينة عن طريق البر والبحر على أيدي الخمير الحمر، وفي الوقت الذي استسلمت فيه الحكومة في 17 نيسان/أبريل في عام 1975، ودخل العديد من السكان في حالة جوع شديد. توفي ما بين 200 ألف و300 ألف كمبودي خلال الحرب الأهلية تبعًا لأسباب مختلفة.

## حكم الخمير الحمر
أصدر الخمير الحمر في بداية توليهم للسلطة في بنوم بنه أمرًا بالتخلي عن السكان في كمبوديا. «أجبر الشيوعيون تحت تهديد السلاح من ثلث إلى نصف سكان البلاد على السير إلى الريف تحت درجات حرارة مدارية وأمطار موسمية دون توفير الغذاء أو الماء أو المأوى أو الرعاية البدنية أو الرعاية الطبية». واضطر سكان المدن الذين نجوا إلى إنشاء مستوطنات جديدة في الغابة. أُعدِم موظفي الخدمة المدنية السابقين وجنود حكومة لون نول. يُقدر عدد القتلى من الإعدام والجوع والمرض خلال ما يقارب أربع سنوات من حكم الخمير الحمر ما بين مليون وثلاثة ملايين شخص.

## الغزو الفيتنامي والمجاعة
غزت فيتنام كمبوديا وسرعان ما سيطرت على معظم البلاد في 25 كانون الأول/ديسمبر في عام 1978، وأنشأت حكومة موالية للفيتناميين لحكم كمبوديا، وأطلقوا عليها اسم جمهورية كمبوتشيا الشعبية. قُتل عشرات الآلاف من الكمبوديين في الغزو أو أعدموا من قبل الحكومة الجديدة. تراجع ما تبقى من الخمير الحمر إلى جبال كاردامون كاردامون بالقرب من حدود قرب الحدود مع تايلاند، ونشأت حركات المقاومة الأخرى في غرب كمبوديا.
لم يتمكن سوى بضعة آلاف من الكمبوديين من الفرار من كمبوديا واللجوء إلى تايلاند خلال فترة حكم الخمير الحمر. فُتحت البوابات أثناء الغزو الفيتنامي، وحاول الكمبوديون عبور الحدود إلى تايلاند بأعداد كبيرة. أجبرت الحكومة التايلاندية أكثر من 40 ألف لاجئ كمبودي على العودة إلى كمبوديا في معبد برياه فيهير في حزيران/يونيو في عام 1979. قُتل 3000 كمبودي أو أكثر أثناء محاولتهم عبور حقل ألغام. حفّزت حادثة برياه فيهير المجتمع الإنساني الدولي على العمل لمساعدة الكمبوديين الذين وصلوا متضورين جوعًا إلى الحدود التايلاندية.
أجبرت الهجمات الفيتنامية ضد الخمير الحمر وغيرها من جماعات المعارضة بالإضافة إلى التهديد بالمجاعة في كمبوديا 750 ألف شخص بحلول نهاية عام 1979، وكان الكثير منهم من المقاتلين ضد الفيتناميين على الحدود التايلاندية. مُنع معظمهم من الدخول إلى تايلاند، ولكنهم أقاموا في مخيمات مؤقتة على طول الحدود، وذلك على الرغم من وجود أكثر من 100 ألف شخص داخل تايلاند في مركز خاو آي دانغ. عانى الكثير من الوافدين الجدد من سوء التغذية أو الجوع الشديد.

## الجسر البرّي
أدى تصاعد القتال بين القوات الفيتنامية والقوات المناهضة للفيتناميين إلى تعطيل إنتاج الأرز الكمبودي في عام 1979، وكان من المتوقع حدوث مجاعة على مستوى البلاد في عام 1980. وقدرت وكالات الإغاثة تعرّض حوالي 2.5 مليون كمبودي لخطر المجاعة. طالبت الحكومة الموالية للفيتناميين في بنوم بنه بتوجيه كل المساعدات الإنسانية عبرها، وحاولت بعض منظمات الأمم المتحدة ومنظمات الإغاثة العمل مع الحكومة.
كان «الجسر البري» الذي صممه عامل الإغاثة روبرت باتريك آش بمثابة إجراء إغاثة يتجاوز حكومة بنوم بنه. أحضرت المنظمات الإنسانية ووكالات المعونة الدولية الأرز وبذور الأرز الأخرى إلى مخيم نونغ تشان للاجئين على الحدود الكمبودية في تايلاند؛ ووزعت الأرز على الكمبوديين الذين جاءوا إلى الحدود.
كان الجسر البري عملية ضخمة وناجحة بالإضافة إلى عمليات الإغاثة الأخرى، بما في ذلك توزيع الأرز على سكان بنوم بنه الحضر، ووّزِع حوالي 150 ألف طن متري من الأرز، وغيرها من المواد الغذائية وبذور الأرز إلى الكمبوديين من كانون الأول/ديسمبر في عام 1979 إلى أيلول/سبتمبر في عام 1980.
حقق الجسر البري نجاحًا في المساعدة على تجنب أعراض المجاعة الوشيكة في كمبوديا، فأثار الجدل بين العديد من وكالات الإغاثة. فضلت بعض وكالات الإغاثة التعاون مع الحكومة في بنوم بنه، واتهمت الجسر البري بتشجيع السوق السوداء في الغذاء ومساعدة القوات المناهضة للحكومة بما في ذلك الخمير الحمر. لا يمكن قياس تأثير الجسر البري بشكل كامل بسبب عدم وجود وسيلة لرصد الاستخدام النهائي للغذاء الذي وزعه.

## مخيمات إعادة التوطين واللاجئين
تقلّبت مساحة المخيمات الحدودية خلال الثمانينيات حسب حدة القتال داخل كمبوديا. لجأ المقاتلون إلى المخيمات الحدودية، وكثيرًا ما قصفت القوات الحكومية الفيتنامية والكمبودية المخيمات. أمل الكمبوديون الذي كان معظمهم من الناجين من الطبقة الوسطى الحضرية من الخمير الحمر في الوقت نفسه في خاو آي دانغ وغيرها من مخيمات اللاجئين على بعد أميال قليلة داخل تايلاند في إعادة التوطين في الخارج.
بلغ عدد سكان خاو دانغ ذروته إلى 160 ألف نسمة في آذار/مارس في عام 1980، وانخفض العدد بعد إعادة التوطين والإعادة إلى الوطن (أحيانًا بشكل لا إرادي) ونقلهم إلى معسكرات أخرى إلى 40 ألف مواطن بحلول كانون الأول/ديسمبر في عام 1982، وتبنى المخيم حالة وُصف فيها بأنه «أكثر مخيم للاجئين مُخدّم في العالم».
نما مخيم اللاجئين في الموقع الثاني ليبلغ عدد سكانه 160 ألف نسمة في عام 1987. وتميز مخيم اللاجئين والحدود بالقتال بين الفصائل السياسية والعنف والاغتصاب والاكتئاب وعدم النشاط. أُعلن عن إغلاق مخيمات اللاجئين أمام الوافدين الجدد من قبل حكومة تايلاند، ولكن الكمبوديين تمكنوا من الوصول إليه عن طريق الرشوة أو عمليات التهريب إلى المخيمات.

## العودة إلى الوطن
اتفقت الأطراف المتنازعة في كمبوديا في تشرين الأول/أكتوبر في عام 1991 إلى اتفاق سلام شامل دعا إلى انسحاب القوات العسكرية الفيتنامية، وإنشاء سلطة الأمم المتحدة الانتقالية مع مسؤولية فرض وقف إطلاق النار، وتنظيم انتخابات لحكومة كمبودية جديدة، وإعادة الكمبوديين الذين ما زالوا في مخيمات اللاجئين في تايلاند أو في المخيمات الحدودية.
أشرفت مفوضية الأمم المتحدة على جهود الإعادة إلى الوطن التي أسفرت عن عودة 360 ألف كمبودي إلى البلاد من مخيمات اللاجئين والحدود في تايلاند. أُغلق مخيم خاو دانغ وغيره من مخيمات اللاجئين. نُقل ما تبقى من السكان إلى الموقع الثاني الذي أٌغلق في منتصف عام 1993 بعد إعادة سكانه إلى كمبوديا.
أنشأت الانتخابات حكومة كمبودية مستقلة في أيار/مايو في عام 1993، وانتهت سلطة الأمم المتحدة الانتقالية في كمبوديا. بقي عدد كبير من موظفي الأمم المتحدة والعاملين في مجال المساعدات الإنسانية في البلاد لتعزيز حقوق الإنسان والديمقراطية ودعم إعادة الإعمار والتنمية الاقتصادية.